# Françoise Babou de La Bourdaisière

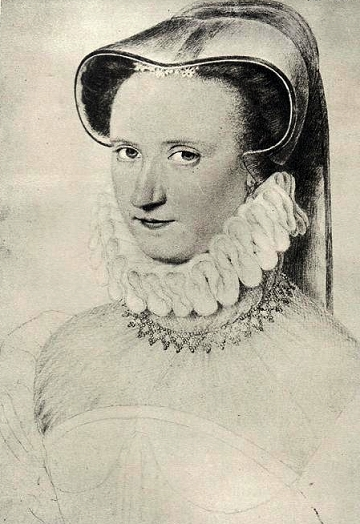
Françoise Babou de La Bourdaisière, anonym, 16. Jh.

Françoise Babou de La Bourdaisière (auch Mme d’Estrées und Marquise de Cœuvres genannt; * um 1542; † 9. Juni 1592 in Issoire) war eine französische Adlige des 16. Jahrhunderts, die vor allem als Mutter von Gabrielle d’Estrées bekannt ist.

## Herkunft
Die Familie Babou hat ihre Ursprünge in Bourges, wo sie seit 1416 als Notare nachgewiesen ist. Die nachfolgenden Generationen griffen mit dem erworbenen Wohlstand über Bourges hinaus, erwarben Seigneurien und erkauften sich den Zugang zum königlichen Hof. Philibert Babou, Notar in der vierten Generation, strebte nach einer Heirat mit einer reichen Erbin, die er in Marie Gaudin fand, Dame de La Bourdaisière (in Montlouis-sur-Loire) und bereits Mätresse des späteren Königs Franz I. Der älteste Sohn des Paares war Jean Babou, 1567–1569 Großmeister der Artillerie von Frankreich, der Françoise Robertet heiratete, Tochter von Florimond I. Robertet, Minister der Könige Franz II. und Karl IX.

## Leben
Françoise Babou de La Bourdaisière war das dritte von 15 Kindern von Jean Babou de La Bourdaisière und Françoise Robertet und die älteste von zehn Töchtern – Gédéon Tallemant des Réaux wird in seinen Historiettes betonen, dass dies „die fruchtbarste Sippe an galanten Frauen war, die es jemals in Frankreich gab“. Die Schwestern, die nicht jung starben oder ins Kloster gingen, darunter auch Françoise, wurden am Hof aufgrund ihres lockeren Lebenswandels zudem les sept pêchés capitaux („die sieben Todsünden“) genannt.
Françoise, die am Hof aufwuchs, wurde Spielkameradin (fille d’honneur) der gleichaltrigen Maria Stuart, die seit ihrem fünften Lebensjahr in Frankreich lebte. Maria Stuart heiratete im April 1558 den Dauphin Franz. Kurz nach der Hochzeit bat der etwa 30-Jährige Antoine IV. d’Estrées Françoises Vater um die Hand seiner etwa 17-jährigen Tochter; die Hochzeit fand am 14. Februar 1559 in Chartres statt, Françoise war nun Marquise de Cœuvres. Im Juli 1559 wurde König Heinrich bei einem Turnier schwer verletzt und starb wenige Tage später, der Dauphin bestieg als Franz II. den Thron und die neue Königin Maria Stuart machte Françoise Babou zu einer ihrer Hofdamen (dame d’honneur). Franz II. starb im Dezember 1560 ebenfalls; der neue König war Karl IX., und Maria Stuart kehrte 1561 nach Schottland zurück, Françoises Aufgabe als Ehrendame war vorerst beendet.
Dauphin war nun Henri de Valois, der Herzog von Anjou. In dessen ständiger Begleitung befand sich Louis de Béranger, Seigneur du Guast und als Capitaine de la Garde einer der Mignons des Dauphins, dem die Marquise de Cœuvres auffiel. Da er mit Brantôme und Ronsard befreundet war, bat er die beiden, in seinem Namen Gedichte zu schreiben, die die Schönheit der Marquise feiern. Ronsard lieferte zuerst und dichtete die „Sonnets et Madrigals pour Astrée“ (der Spitzname von Françoise Babou), z. B.:
```
Plus que mes yeux j’aime tes beaux cheveux,
Liens d’Amour que l’or même accompaigne,
Et suis jaloux du bonheur de ton peigne,
Qui au matin démêle leurs beaux noeuds.
```

```
En te peignant il se fait riche d’eux,
Il les dérobe; et l’Amour, qui m’enseigne
D’être larron, commande que je prenne
Part au butin assez grand pour tous deux.
```

```
Mais je ne puis; car le peigne fidèle
Garde sa proie, et puis ta damoiselle
Serre le reste et me l’ôte des doigts.
```

```
O cruautés! ô beautés trop iniques!
Le pèlerin touche bien aux reliques
Par le travers d’une vitre ou d’un bois.
```

Françoise Babou, die in ihrer Ehe als Hofdame mit einem Militär nicht wirklich gefangen war, gab der Versuchung nach und wurde die Geliebte von Louis de Béranger du Guast. Im März 1564 erschien sie bei einem Hofball auf Schloss Fontainebleau in einem mit Diamanten besetzten Kleid, auf dem eine Dame dargestellt war, die einen bewaffneten reisenden Ritter, der Helm und Kürass trägt, küsst, der kein anderer als Louis de Béranger sein konnte. Von da an war ihre Verbindung öffentlich.
Bis jetzt hatte sie in ihrer Ehe ein Mädchen, Marie Catherine, zur Welt gebracht, die 1562 geboren wurde und vor Kurzem gestorben war. In den nächsten Jahren gebar sie die Töchter Marguerite, Diane und Angélique.
Louis du Béranger wurde 1570 zum Gentilhomme de la Chambre du Roi ernannt. 1571 führte er sein Regiment, das seinen Namen trug. In der Bartholomäusnacht am 24. August 1572 machte er durch seine Grausamkeit und Brutalität an der Spitze seiner mit Pike und Armbrüsten bewaffneten Einheiten auf sich aufmerksam. 1573 begleitete er Henri de Valois nach Polen, solange dieser dort König war. Am 30. Mai 1574 starb Karl IX., Henri de Valois kehrte aus Polen zurück und bestieg als Heinrich III. den Thron. Louis de Béranger war auf dem Zenit seiner Macht, Françoise Babou wurde Ehrendame der neuen Königin Louise von Lothringen, die der König am 15. Februar 1575 heiratete, beide bezogen Appartements im Louvre, die formal getrennt waren, aber nebeneinander lagen.
Doch dann beging Louis de Béranger einen folgenschweren Fehler: Er hinterbrachte dem König die Beziehung seiner Schwester Margarete von Valois, der Ehefrau Heinrichs von Navarra (des späteren Heinrich IV.), zu Louis de Clermont, seigneur de Bussy d’Amboise, nannte sie auch „die Königin der Huren“. Margarete erfuhr, wer die Informationen geliefert hatte, und betrachtete Louis de Béranger (und auch Françoise Babou) nunmehr als ihre persönlichen Feinde.
Am 31. Oktober 1575 bekam sie ihre Rache, obwohl sie nach der Flucht des Herzogs von Alençon aus Paris unter Hausarrest stand: Margarete hatte Guillaume du Prat, Baron de Vitteaux (ein geschickter Duellant, der immer bereit war, bei der geringsten Provokation zu kämpfen), aufgefordert, ihr du Guast vom Hals zu schaffen. Dieser drang an diesem Abend gegen 22 Uhr mit einigen Getreuen in Louis de Bérangers Haus in der Rue Saint-Honoré ein; sie töteten ihn, während er im Bett lag, und schnitten seinen Dienern die Kehlen durch. Vitteaux floh zum Herzog von Alençon, wo er sich in Sicherheit befand, zumal der König keine Energie bei der Verfolgung der Tat zeigte.
Françoise Babou zog sich mit den drei Kindern, die sie seit der Bartholomäusnacht zur Welt gebracht hatte (Gabrielle, François-Annibal und François Louis) in das Château de Cœuvres bei Soissons zurück, nahm dann aber ihre Rolle als Ehrendame der Königin wieder auf. Um 1580 brachte sie ein weiteres Kind zur Welt, Julienne-Hippolyte.
Am 7. August 1583 erfuhr sie, dass der Baron de Vitteaux von einem jungen Adligen aus der Auvergne im Duell getötet worden war: der 23-jährige Yves IV. d’Alègre war gekommen, um den Tod seines Vaters zu rächen, den Vitteaux wenige Monate zuvor  hatte. Voller Freude brach sie auf, den Mann zu treffen, der den Tod ihres ermordeten Geliebten gerächt hatte, und bot ihm, um ihm zu danken, einen wertvollen Ring an, einen Geldbeutel mit tausend Écu – und sich selbst. Der junge Mann lehnte Ring und Geldbeutel ab, die Marquise selbst nahm er an. Am Tag darauf, am 8. August 1583 kam es während eines Balls im Louvre zum Eklat: König Heinrich warf seiner Schwester Margarete in aller Öffentlichkeit einen liederlichen Lebenswandel vor, zählte sämtliche der ihr unterstellten Liebhaber auf und verbannte sie vom Hof.
Kurz danach verließ sie (erneut) ihren Ehemann, folgte Alègre auf seine Güter in der Auvergne und nahm nur ihre Tochter Julienne-Hippolyte mit.
Die Erziehung ihrer anderen Kinder, die sie in Cœuvres zurückgelassen hatte, überließ sie ihrer Schwester Isabeau Babou, Marquise de Sourdis, obwohl diese einen noch übleren Ruf als Françoise genoss, da sie offen mit ihrem Liebhaber, Philippe Hurault de Cheverny, dem Kanzler von Frankreich, zusammenlebte – mit Zustimmung ihres Mannes François d’Escoubleau, Marquis d’Alluye, der junge Pagen bevorzugte.
1589 erhielt Yves d’Alègre von König Heinrich III. den Posten des Gouverneurs von Issoire in der Auvergne. Kurz darauf wurde der König vom Mönch Jacques Clément ermordet und Heinrich IV. dessen Nachfolger. Formal war Margarete von Valois nun Königin von Frankreich, wurde aber seit Ende 1586 in der Festung Usson gefangen gehalten. In Issoire gebar die Marquise de Coeuvres ihre letzte Tochter: Marie Françoise, die einige Monate später von Antoine d’Estrées sogar anerkannt wurde. Etwa zur gleichen Zeit wurde ihre Tochter Gabrielle die Mätresse Heinrichs IV., was für Françoise Babou gegenüber Margarete von Valois der endgültige Triumph gewesen sein wird.
Doch bald löste sie mit ihrem Hochmut und ihrer Verachtung das letzte Drama ihres Lebens aus. Mehrere Jahre lang hatte sie Issoire wie eine Königin regiert und sogar Alègre aufgefordert, den Bürgern bei Todesstrafe das Tragen von Seide oder Juwelen zu verbieten. Zudem bezahlte sie ihre Rechnungen nicht. Lieferanten, die im Hôtel des Gouverneurs die Zahlung der Schulden von Madame d’Estrees beantragt hatten, wurden verprügelt. Die Gläubiger verabredeten sich und drangen in der Nacht vom 8. auf den 9. Juni 1592 in das Haus des Gouverneurs ein, fanden Alègre und die Marquise im gemeinsamen Bett, töteten sie und warfen die Leichen aus dem Fenster. Den beiden Töchtern, eine davon in der Wiege, ersparten sie das Schicksal ihrer Mutter.

## Nachkommen
- Marie Catherine (* 1562, † vor 1565)
- Marguerite (* 1565); ⚭ 7. Juli 1585 Gabriel Bournel, Baron de Mouchy, Seigneur de Namps et d'Esteenbecque
- Diane (1566–1618), ⚭ 17. Juni 1596 in Paris Jean de Montluc, Seigneur de Balagny, Marschall von Frankreich, Gouverneur von Cambrai, († Juni 1603), unehelicher und anerkannter Sohn von Jean de Monluc, Bischof von Valence, und Anne Martin[10]; aus ihrer Verbindung mit Bernard de Nogaret de La Valette d’Épernon, dem Herzog von Épernon wurde sie Mutter von Louise de La Valette, Äbtissin von Sainte-Glossinde in Metz
- Gabrielle (um 1571–1599), Mätresse Heinrichs IV., Mutter von César de Bourbon, duc de Vendôme
- François-Annibal d’Estrées (um 1573–1670), Marschall von Frankreich
- François Louis d’Estrées (1575-20. Juni 1594), Marquis de Cœuvres, Mestre de camp des Régiment de Picardie, wurde bei der Belagerung von Laon getötet
- Angélique d’Estrées († 1634), Nonne in Saint-Louis de Poissy, dann Äbtissin von Sainte-Marie de Berteaucourt im Bistum Amiens; Heinrich IV. ernannte sie 1597 zur Äbtissin von Maubuisson; sie trat 1618 zurück und starb 1634 in Paris im Convent des Cordelières, wo sie auch bestattet wurde.
- Julienne-Hippolyte (1575–1657), ⚭ Ehevertrag 7. Januar 1597, Georges de Villars-Brancas, duc de Villars-Brancas et baron d’Oise, Gouverneur von Le Havre-de-Grâce
- Marie Françoise (um 1590–1669); ⚭ Charles, Comte de Sanzay, Baron de Tupigny, erblicher Vicomte de Poitou